# Staré Město pod Landštejnem
Staré Město pod Landštejnem település Csehországban, a Jindřichův Hradec-i járásban. Staré Město pod Landštejnem Český Rudolec, Nová Bystřice és Slavonice településekkel határos. Lakosainak száma 482 fő (2024. január 1.).

## Népesség
A település lakosságának változását az alábbi diagram mutatja:
| Lakosok száma | 3882 | 3701 | 2895 | 1072 | 649  | 552  | 479  | 466  | 456  | 482  |
|               | 1869 | 1890 | 1921 | 1950 | 1980 | 2001 | 2017 | 2019 | 2022 | 2024 |